# Phytocoris simulatus
Phytocoris simulatus är en insektsart som beskrevs av Knight 1928. Phytocoris simulatus ingår i släktet Phytocoris och familjen ängsskinnbaggar. Inga underarter finns listade i Catalogue of Life.